# 中央分離帯

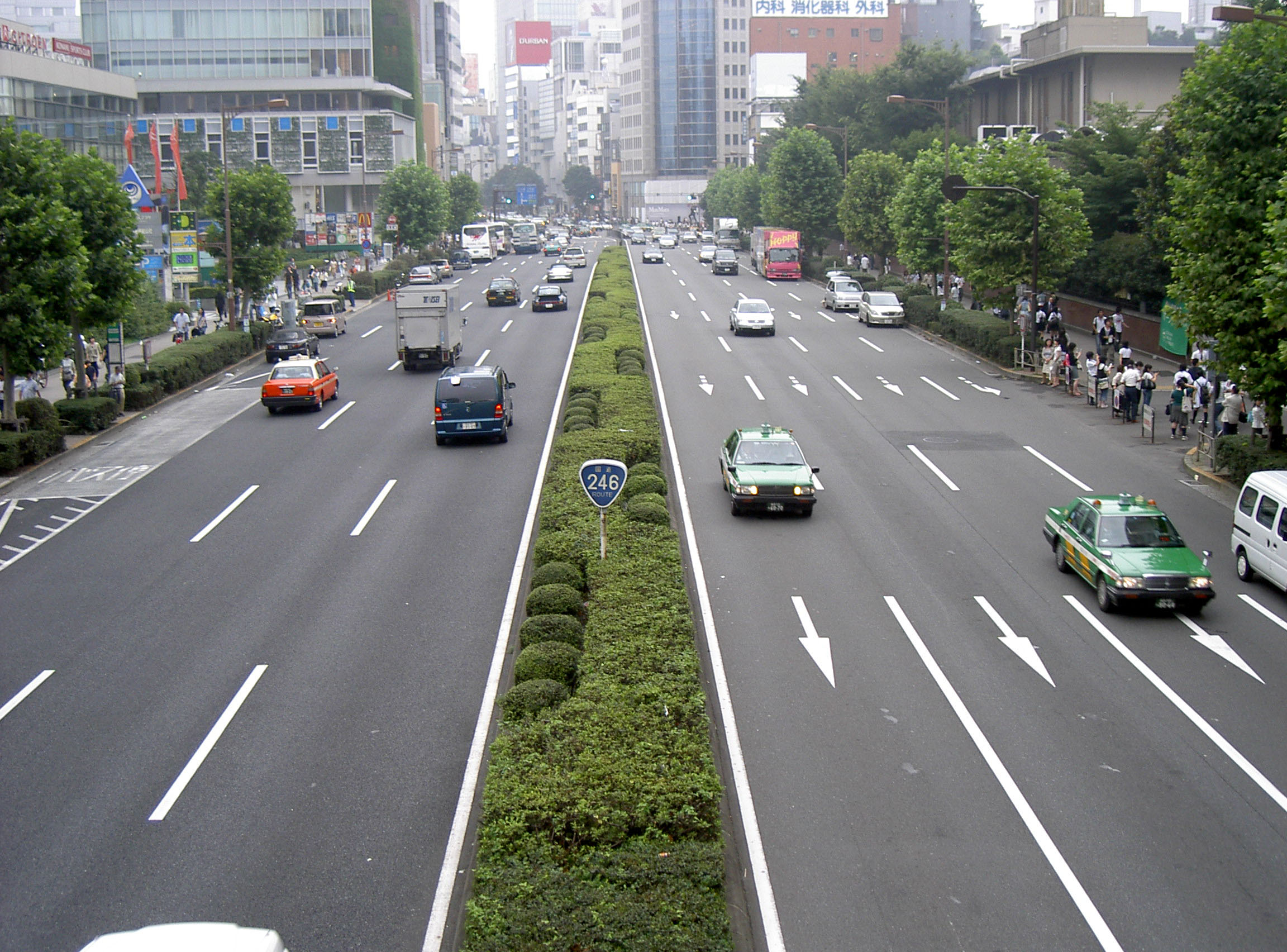
中央分離帯（青山通り、東京都渋谷区）

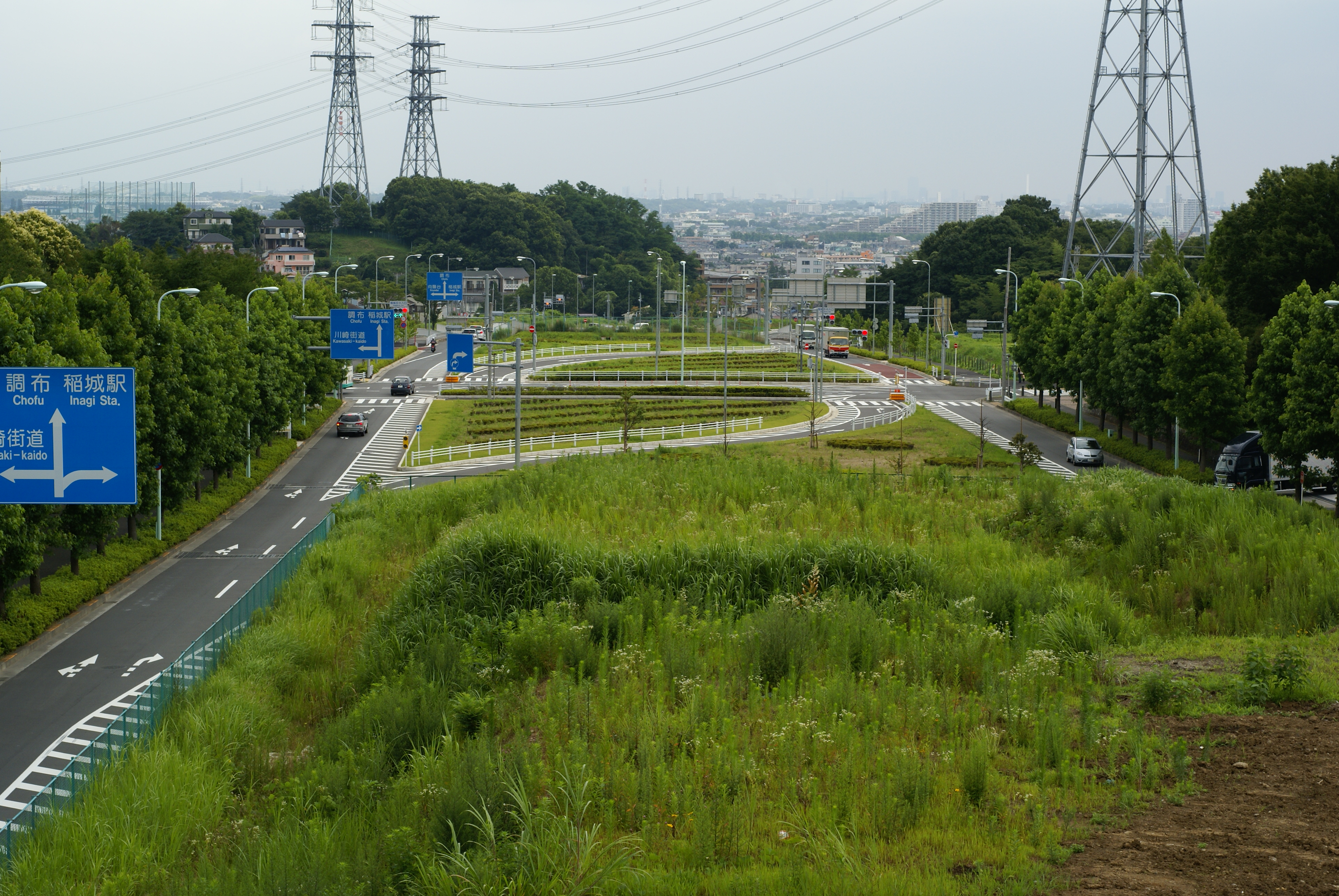
幅50mの巨大な中央分離帯（南多摩尾根幹線、東京都稲城市）

中央分離帯（ちゅうおうぶんりたい）とは、「車道を往復の方向別に分離するため、その中央部に設けられる地帯」のことである（一般自動車道構造設備規則第一条第六号）。車両の正面衝突防止のため設けられる。

## 日本
中央分離帯は道路構造令における中央帯（ちゅうおうたい）または分離帯（ぶんりたい）と実質的にほぼ同じである。
中央帯は、道路構造令第二条十項に定める「車線を往復の方向別に分離し、及び側方余裕を確保するために設けられる帯状の道路の部分をいう。」のことであり、道路規格に応じて幅員が決まっている。中央分離帯は原則として幅員1メートル以上でなければならない（一般自動車道構造設備規則第九条本文）。
分離帯は、道路構造令第六条第七項に定める「中央帯のうち側帯以外の部分」であり、「さくその他これに類する工作物を設け、又は側帯に接続して縁石線を設けるもの」となっている。この分離帯に設けた工作物または側帯に接続した縁石線をメディア等では中央分離帯と呼ぶことがあるが、厳密には、中央分離帯はあくまでも「地帯」という道路上の一定の場所のことであって柵等の工作物または縁石は、中央分離帯そのものではなく、中央分離帯に設けた工作物または縁石である。

### 効果
中央分離帯は、対向する車両同士の正面衝突を防止するために設置される。また、樹木などが植えてあれば、夜間走行時にヘッドライトの光線を遮断する効果もあるため、交通安全上の大きな役割を果たしている。ただし、中央分離帯を設置するためには、道路幅に車道幅以上の道路幅員がないと設置することは困難である。交通事故抑止に必要な設備であるが、十分な広さを持たない道路に中央分離帯を設けると安全確保以上にデメリットのほうが大きくなる恐れがある。中央分離帯が設置されていることによるデメリットは、救急車や消防車などの緊急自動車が、交通渋滞中の道路で一般車を追い越す場合に、狭い道路では追い越しやUターンが出来なくなる場面も考えられるため、緊急自動車の現場到着時間が遅れてしまう恐れがあることが指摘されている。

### 高速道路の分離帯
高速自動車道路や自動車専用道路は、一般的に中央分離帯で上下線が区切られた車線で構成されるが、2015年現在、交通量が少ないなどの理由から約2,400 kmの区間で分離帯を設けず、片側1車線ずつの2車線で使用されている。こうした区間は事故が発生した場合に大事故となる傾向があり、古くから問題視されてきた。1976年に中央自動車道（大月インターチェンジ-河口湖インターチェンジ間）の暫定2車線道路で立て続けに死亡事故が発生した際には、新聞の見出しで「欠陥道路」と批判されている。このため簡易的に車線を区切る樹脂製ポールや縁石ブロック、さらに2010年代にはワイヤロープを使用した分離施設の設置が進められている。

### 特殊な事例
中央分離帯が非常に幅広く取られているケースがある。その多くは次の3通りに大別される。
- 公園や歩行者専用道路等の歩行者空間として使用されている場合。
- 高規格道路等の本線建設予定地として確保されている場合。
- 防火帯として最初から幅の広い道路が計画され、結果として中央分離帯も幅広く作られる場合。なお、これによって上記の歩行者空間となる場合もある。

#### 歩行者空間
- 愛知県名古屋市 - 久屋大通公園
  - 久屋大通にある公園。
- 神奈川県鎌倉市 - 若宮大路
  - 鶴岡八幡宮の参道として使われる事から、道路の中央が段葛として一段高くなっている。そのため車両の進入はできない。

- 宮城県仙台市 - 定禅寺通
  - 中央分離帯(定禅寺通緑地)が遊歩道となっている。

#### 高規格道路建設予定地
高規格道路を建設する計画で、側道部（一般道路）のみ一旦先に開通したものの、本線事業化の目処は立たない場合、側道の上下線の間に本線建設予定地が幅員数十メートルの巨大な中央分離帯状態となって、数キロ-数十キロに渡り、長年の間取り残されてしまうケースがある（なお、高規格道路と側道を建設する都市計画になっているが、本線建設予定の目処が立たないことが予めわかっている場合、経費・期間の短縮を図るため、事業化・土地買収面積を縮小し、本線予定箇所に一般道路を暫定的に通したり、側道の片側部分のみを使用した対面通行で建設され、中央分離帯状態にはならない場合もある）。
この場合、中央分離帯と化した空間は、全面的に立入禁止の空き地状態となっていることがほとんどであるが、側道部の混雑・事故回避あるいは工事迂回などを目的として一部または全てを暫定的に活用しているケースがある（参考：熊谷バイパス#本線用地を活用した渋滞・安全対策）。
主に以下の道路が挙げられる。中央分離帯として残されている詳細な事情や経緯については、各記事を参照。
- 地域高規格道路（国道2号）倉敷福山道路（一部区間）
  - 当該区間の側道部は、笠岡バイパスとして開通。
- 地域高規格道路（国道4号）東埼玉道路
  - 側道部は、別名が付けられずに東埼玉道路（の一般部）のままで一部区間が開通。
- 地域高規格道路（国道17号）新大宮上尾道路・熊谷渋川連絡道路（一部区間）
  - 当該区間の側道部は、新大宮バイパス（一部区間）・上尾道路（未開通区間有り）・熊谷バイパス（一部。本線予定地の一部に側道供用区間有り）・深谷バイパス（一部区間）として開通。
- 南多摩尾根幹線
  - 側道部は、東京都道19号町田調布線、18号府中町田線、156号町田日野線、158号小山乞田線、503号相模原立川線として開通（未開通区間または暫定2車線対面通行で中央分離帯状態ではない区間もあり）。
- 東京湾岸道路（千葉区間）
  - 当該道路のうち、千葉県木更津市-富津市間において、一般部が国道16号・千葉県道90号木更津富津線として開通し、中央が中央分離帯と化している。

また、以下のケースは各地で見られる。
- 本線自体は開通しているものの暫定2車線運用などで完成化用地は同様になっている
- 立体交差予定であるが立体化が先送りされている交差点（短距離）
- 部分開通した道路における開通済区間の終点ランプ部（短距離）

#### 防火帯
- 北海道札幌市 - 大通公園
  - 道路の上下線間の中央に広がる公園。元は防火帯として作られた。現在は歩行者空間としての役割が大きく、市民の憩いの場や観光名所となっている他に、イベント会場としても使われている。

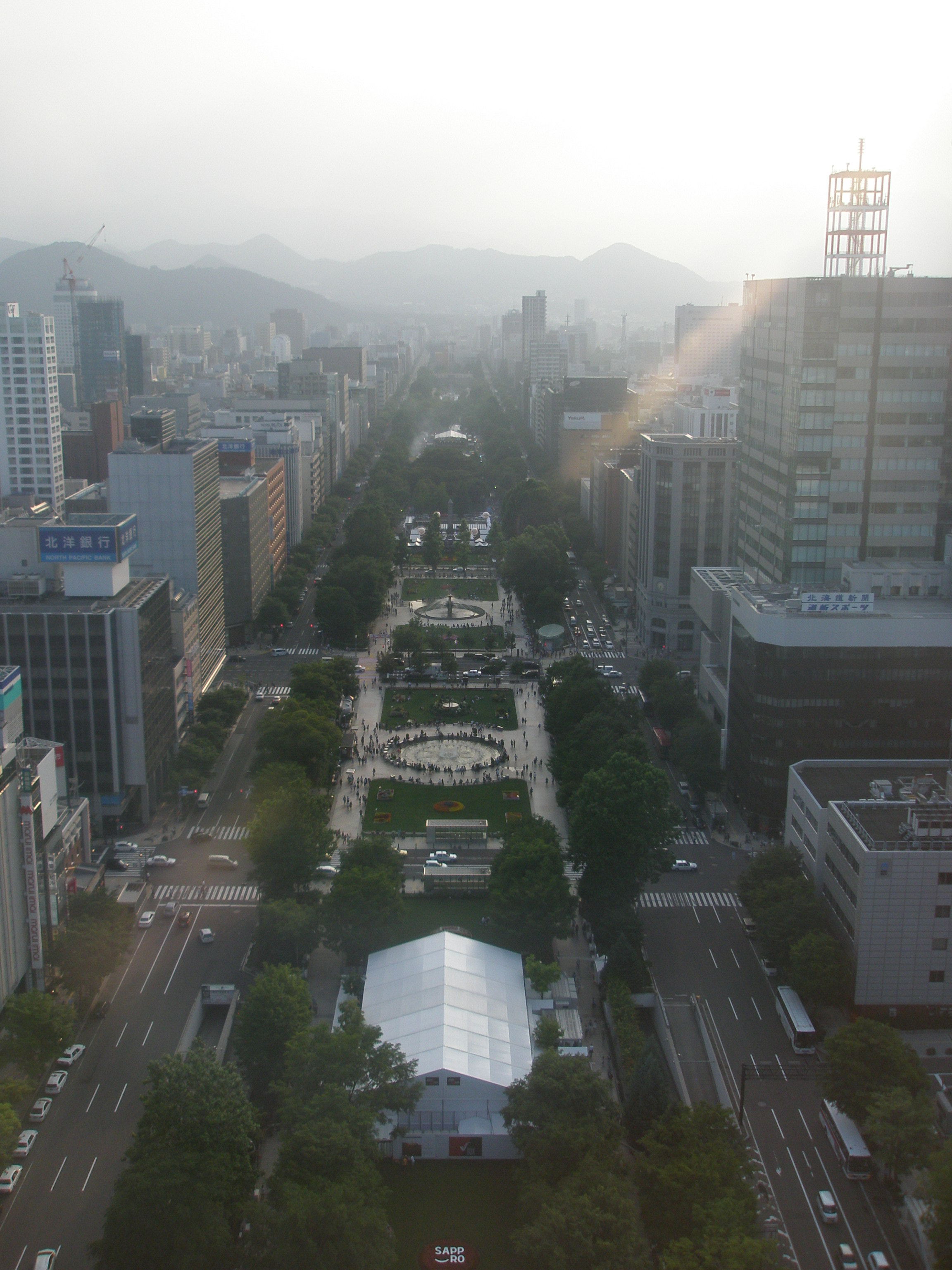
大通公園（北海道札幌市・2016年にさっぽろテレビ塔から撮影）

- 北海道函館市 - 市内各所
  - 函館市では歴史上、函館大火等の大規模火災が多数発生したという歴史から、防火帯として幅の広い道路が多数設置され、必然的にグリーンベルトと呼ばれる広幅の中央分離帯が同時に設けられるケースが多く、一部は公園施設等の歩行者空間として利用される事もある。一例として函館市松風町の広幅中央分離帯がイベント時の会場や公園敷地として使われる他に、函館市元町・青柳町・宝来町・東川町に在する北海道道675号立待岬函館停車場線の一部と市道・通称「高田屋通」の中央分離帯上に「高田屋嘉兵衛」の銅像が設置されるなどしている[6]。

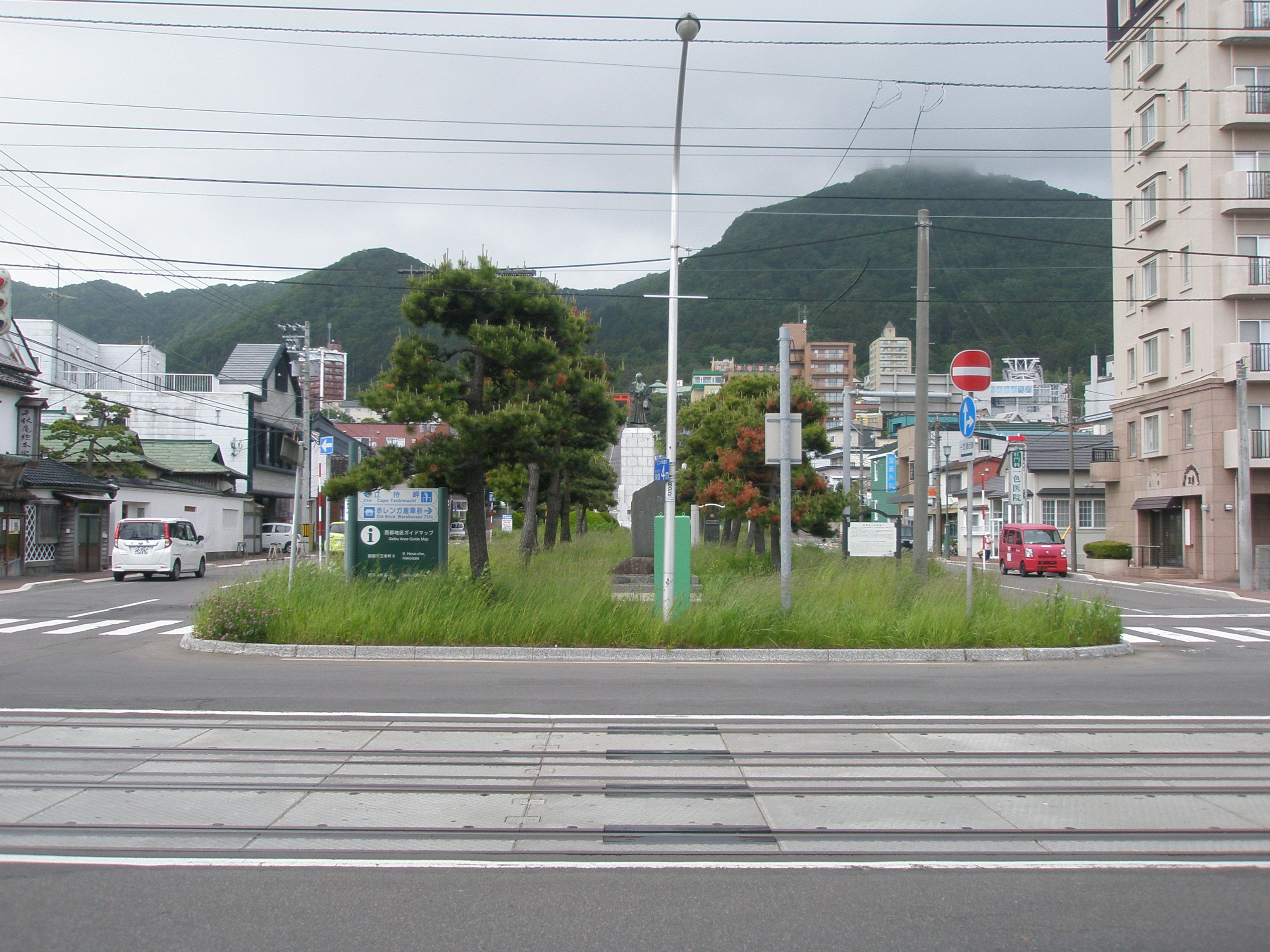
北海道道675号立待岬函館停車場線の、市道高田屋通側から見た広幅の中央分離帯（グリーンベルト）
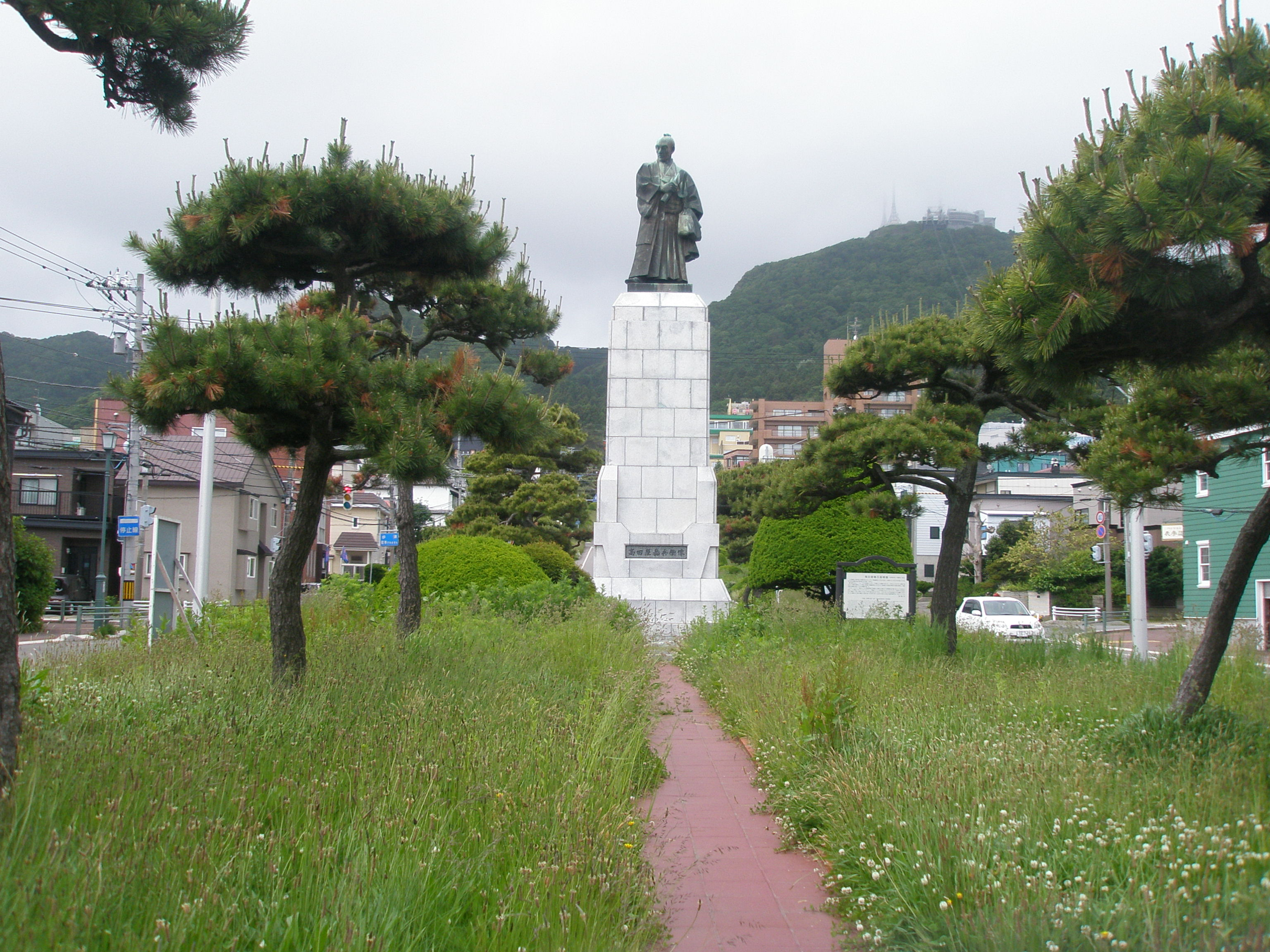
北海道道675号立待岬函館停車場線・中央分離帯に設置の高田屋嘉兵衛像
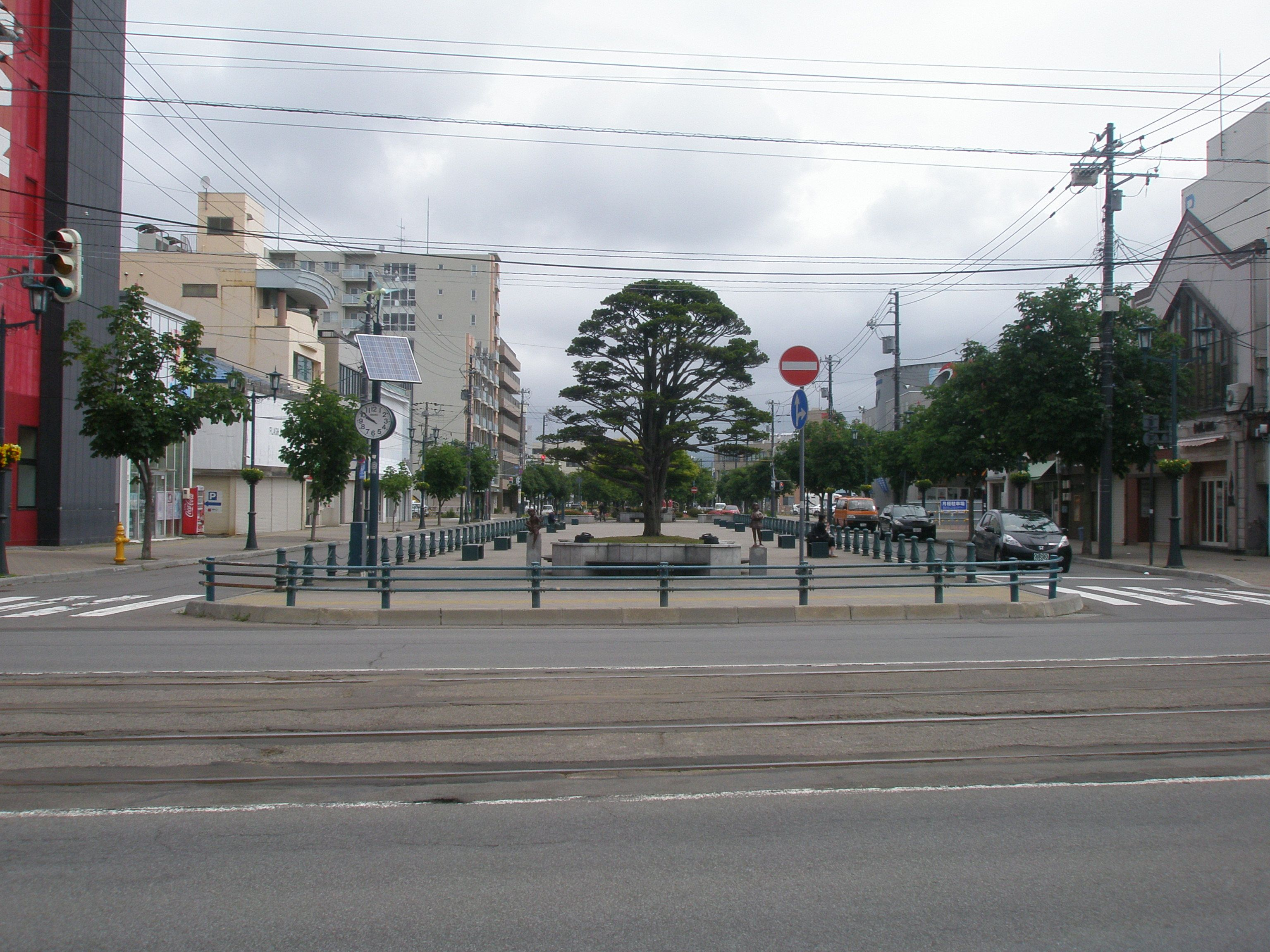
イベント等にも使われる広場となっている広幅の中央分離帯1（北海道函館市・市道広小路）
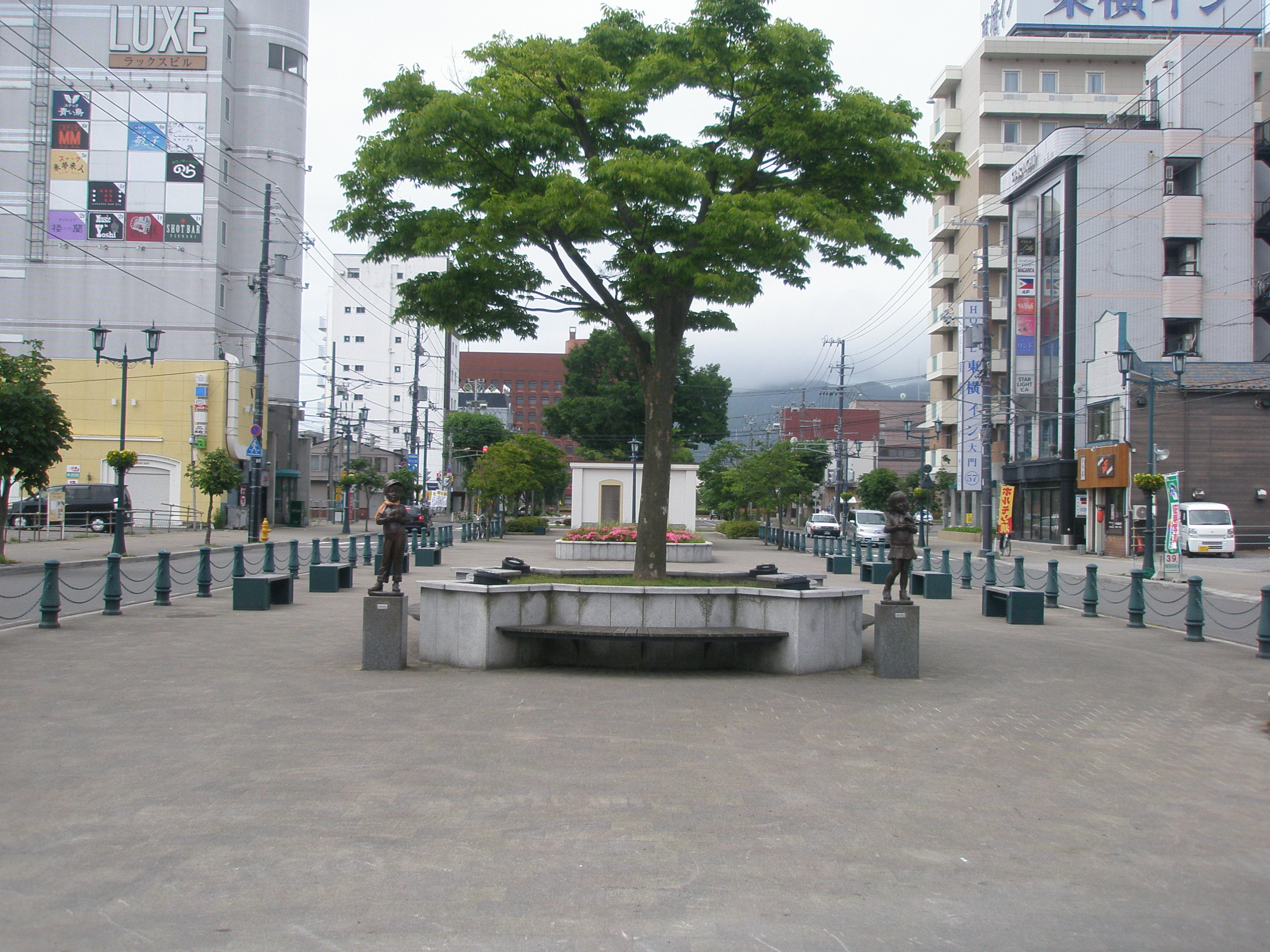
イベント等にも使われる広場となっている広幅の中央分離帯2（北海道函館市・市道広小路）
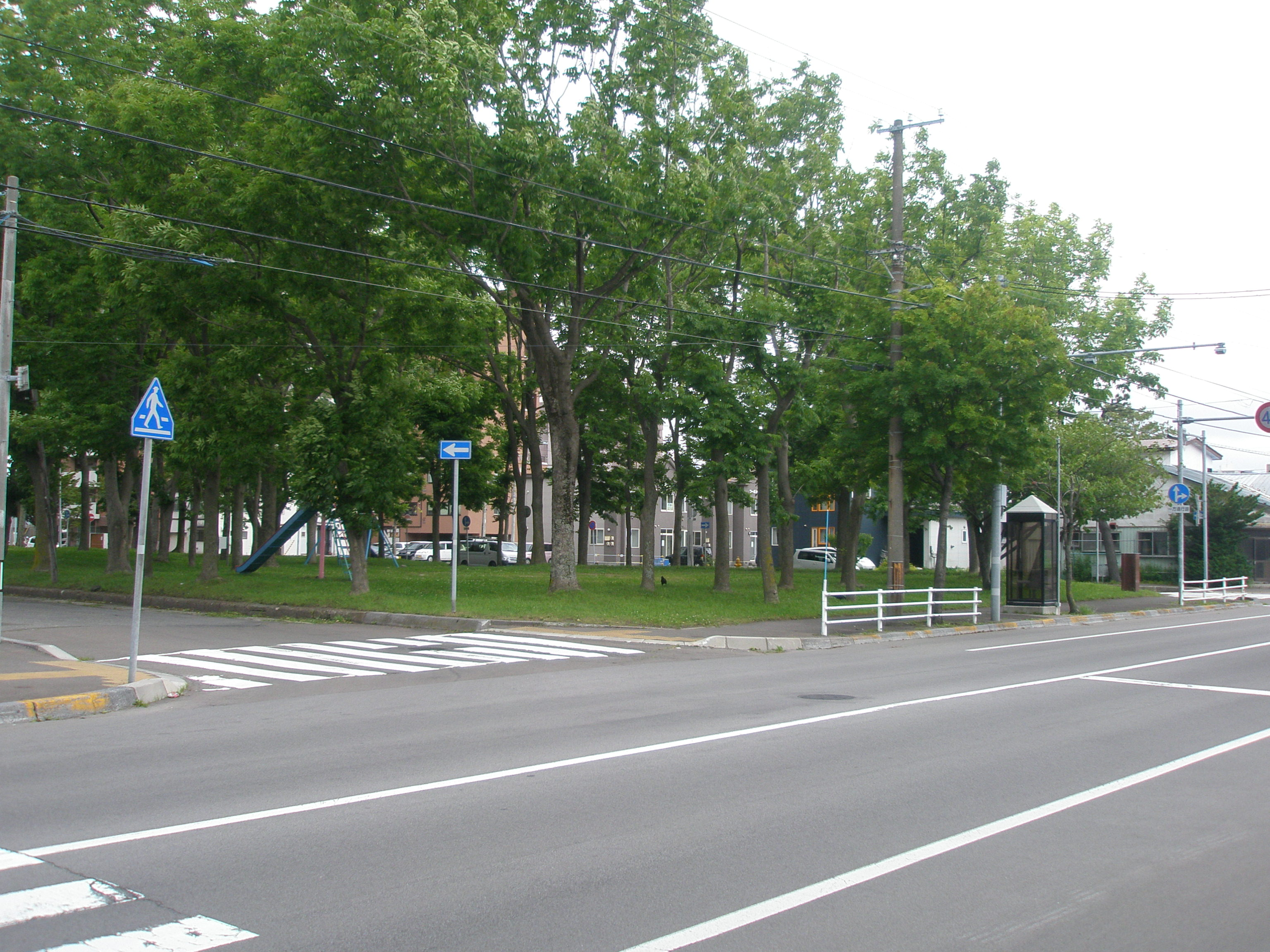
公園として活用されている広幅の中央分離帯（グリーンベルト、北海道函館市・市道豊川小路）

## 諸外国
台湾や韓国などの高速道路には、戦時の際に代替滑走路として使用する為に中央分離帯を設置していない箇所が20箇所以上ある。